# Звартавская волость
Звартавская волость (латыш. Zvārtavas pagasts) — одна из административных территорий Валкского края Латвии. На середину 2012 году население волости составляет 460 человек.
Крупнейшими населёнными пунктами волости являются среднее село Степи (волостной центр, население 181 чел.) и малые сёла Заки, Миеркалнс, Путрас, Циргали, Були и Кагюмциемс.
Граничит с Валкской и Вийциемской волостями своего края, Смилтенским и Апскими краями, а также волостью Тахева уезда Валгамаа Эстонии.